# Съвиървил
Съвѝървил (на английски: Sevierville) е град в Тенеси, Съединени американски щати, административен център на окръг Севиър. Разположен е на река Литъл Пиджиън. Градът е основан през 1795 и е наречен на първия губернатор на Тенеси Джон Севиър. Населението му е 16 665 души (2017).

## Личности
В Съвиървил е родена певицата Доли Партън (р. 1946).